# Caicanha
O Caicanha (Genyatremus luteus) é uma espécie de peixe teleósteo perciforme, da família dos hemulídeos. Tais animais habitam as águas do Oceano Atlântico, indo do Caribe na América central até estado brasileiro do Paraná. Medem no máximo cerca de 30 cm de comprimento. No norte do Brasil também é chamado de Peixe-Pedra, Golosa no nordeste e no sul do Brasil "Caicanha".